# Дідо Гавенар
Дідо Гавенар (нід. Dido Havenaar, яп. ハーフナー・ディド, нар. 26 вересня 1957, Алфен-ан-ден-Рейн) — нідерландський та японський футболіст, що грав на позиції воротаря. По завершенні ігрової кар'єри — тренер. З 2013 року входить до тренерського штабу клубу «Сувон Самсунг Блювінгз».

## Ігрова кар'єра
У дорослому футболі дебютував 1979 року виступами за команду «АДО Ден Гаг», в якій провів п'ять сезонів, взявши участь у 80 матчах чемпіонату.

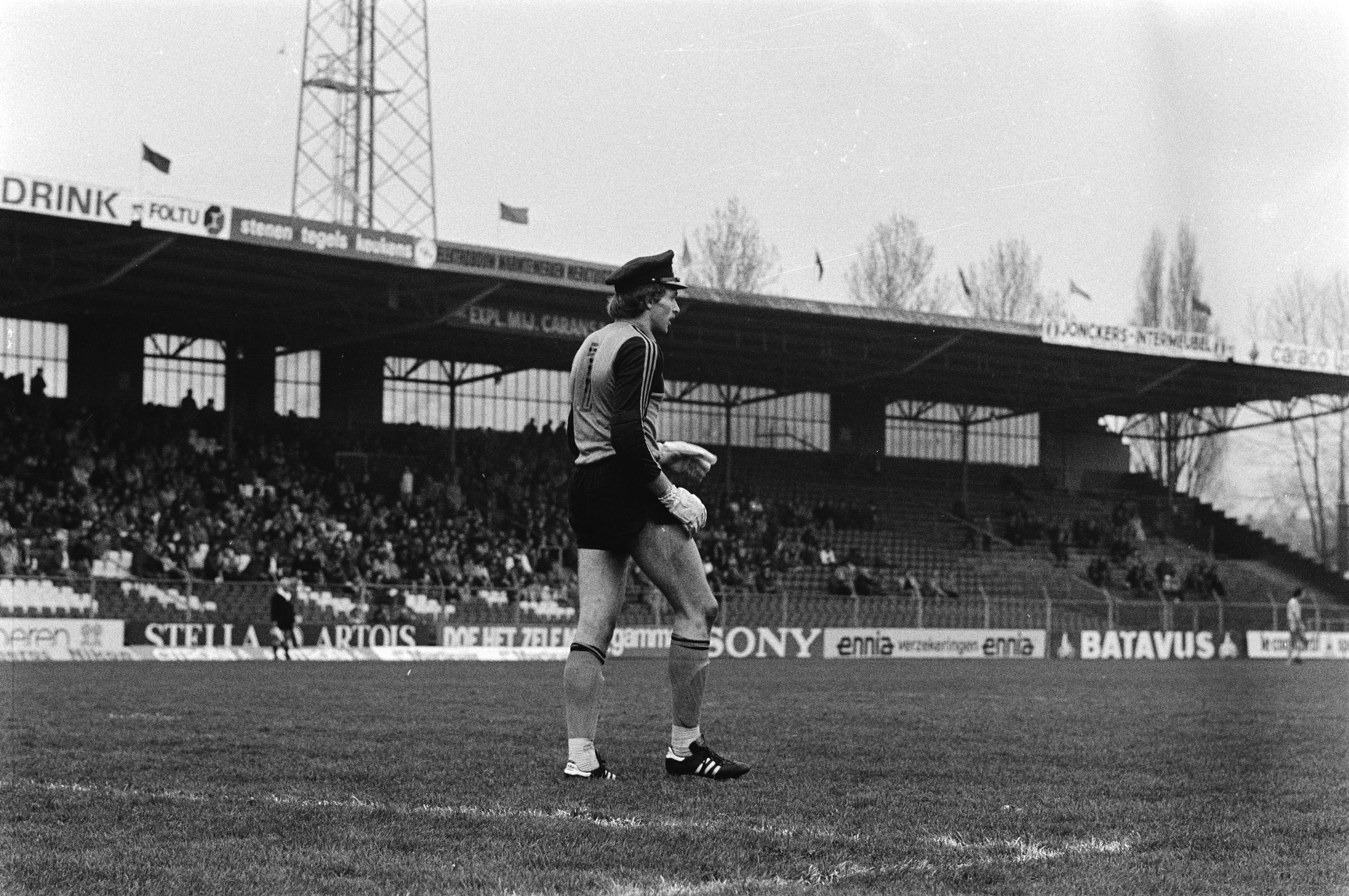
Дідо Гавенар під час виступів за «АДО Ден Гаг». 1981 рік.

У 1986 році він переїхав до Японії та приєднався до клубу Японської футбольної ліги «Мазда» на запрошення тренера-співвітчизника Ганса Офта. Дідо було обрано до одинадцяти найкращих гравців ліги у сезоні 1986/87, а клуб дійшов до фіналу Кубку Імператора 1987 року.
У 1989 році Гавенар переїхав до іншої місцевої команди «Йоміурі», але майже не грав через травму. Тому він вирішив закінчити кар'єру і став тренером воротарів клубу «Тойота Моторс» у 1991 році.
Втім у 1992 році Японська футбольна ліга була закрита і була створена професіональна Джей-ліга. Після цього Гавенаар повернувся до гри і підписав контракт з клубом, який змінив назву на «Нагоя Грампус». У січні 1994 року разом із усією сім'єю отримав японське громадянство.
У 1995 році він перейшов у клуб «Джубіло Івата», де грав і паралельно працював тренером воротарів, а завершив ігрову кар'єру у віці 41 року у команді «Консадолє Саппоро», за яку виступав протягом 1997—1998 років.

## Кар'єра тренера
У 1991—1992 роках Гавенар працював тренером воротарів у «Тойоті Моторс». У 1993 році він також працював тренером воротарів національної збірної Японії під час кваліфікації до чемпіонату світу 1994 року під керівництвом менеджера Ганса Офта. У 1995 році він став тренером воротарів у «Джубіло Івата». Після закінчення сезону 1996 року залишив клуб.
Після закінчення сезону 1998 року Гавенаар закінчив ігрові виступи в «Консадолє Саппоро» і став тренером воротарів у клубі в штабі Такесі Окади в 1999 році. Він тренував клуб до 2002 року. У 2003 році він перейшов до «Йокогами Ф. Марінос» і знову став працювати у штабі Окади і допоміг команді виграти чемпіонат Японії 2003 та 2004 років. Всього Дідо працював у клубі до 2006 року.
У 2008 році Гавенар повернувся в «Нагою Грампус» і став асистентом тренера, а у вересні 2011 року він перейшов на аналогічну роботу у «Сімідзу С-Палс».
У 2013 році Гавенар переїхав до Південної Кореї та став тренером воротарів «Сувон Самсунг Блювінгз». Тренував клуб до кінця 2014 року.

## Особисте життя
Його сини Майк Гавенар і Ніккі Гавенар також стали професійними футболістами.